# メープル・ベーコン・ドーナッツ

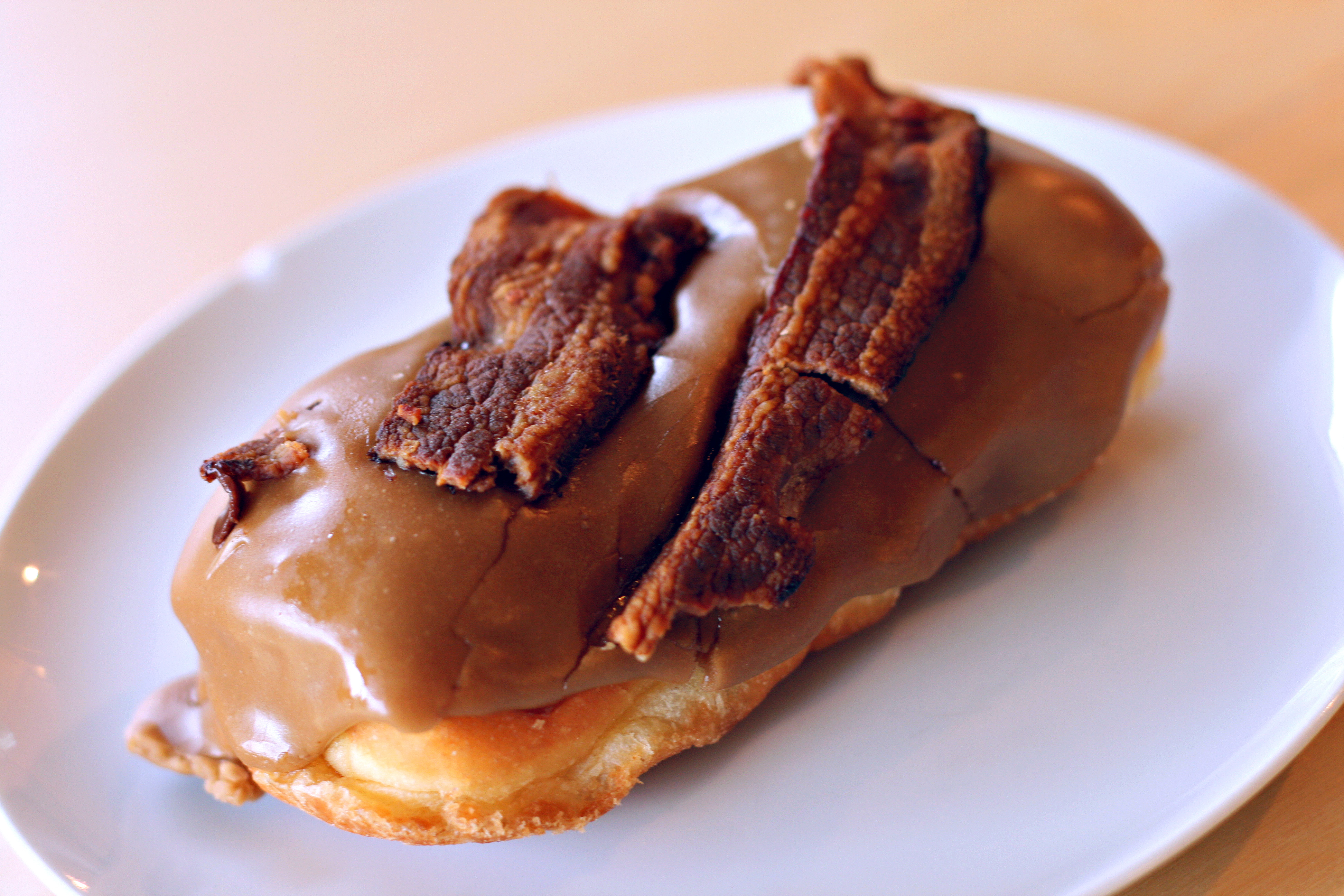
オレゴン州ポートランドの「ヴードゥー・ドーナッツ」で提供されているベーコン・メープル・バー

メープル・ベーコン・ドーナッツ(maple bacon donut )はアメリカの一部でポピュラーになったデザート料理である。他のドーナッツとの違いは、ひときわ目立つベーコンと艶のあるメープルシロップ風味のアイシングのトッピングであり、メディアにおいて時にベーコンマニアと表現された現象の一部として扱われる点にある。

## 歴史
ネブラスカ州オマハの「スワールズ・ベーカリー」が、「エルヴィス」と呼ばれることもあるメープル・ベーコン・ドーナッツの原型("Maple Bacon Donut Craze" )を店に並べ始めた。パン屋の店主であるドーン・ブラウンは、世間に気に入られるか嫌われるか、いずれにせよ衝撃を与え、話題になるものが欲しかったと語っている。彼女のコンセプトはシンプルで「あなたの食べる朝食の一皿がこれがこの一品に」というものだった。客の反応は驚くほどよく、一日に5ポンドのベーコンの準備が必要になったという。「たくさんの人がこのメープル・ベーコン・ドーナッツのためにいらっしゃるんです。つまり「エルヴィス」のためにね」。
カリフォルニア州サンフランシスコの「ダイナモ･ドーナッツ」でもこの料理を食べることができる。オレゴン州ポートランドの「ヴードゥー・ドーナッツ」でも味わえるが、こちらはベーコン･メープル・バーの名で販売されている。
ロサンゼルスの「オリジナル・パントリー・カフェ」はこのエリアでは人気の「85年もの間かわらぬものを約束してきた」大衆食堂で、ランチにBLTサンドイッチやプルド・ポークサンドを出すのと同じように、ビジネス街の朝にメープルシロップをかけたベーコンドーナッツを提供している。やはりロサンゼルスのビジネス街にある「ニッケル･ダイナー」もこの料理を出しており、ウェブサイトには「メープル・グレーズド・ベーコン・ドーナッツの故郷」というスローガンを掲げている。人前に姿を見せないことで知られる作家ジョン・トウェルヴ・ホークスについて書いたロサンゼルス・タイムズ紙のキャロリン・ケロッグは、ニッケル・ダイナーのメープル・ベーコン・ドーナツが「とっても美味しい。これのためなら誰でも隠れ家から出てくるはず」と書いている。
ケンタッキー州ルイビルのジャーマンタウンの外れにある ノーズベイカリーは2009年にメープル・ベーコンのロング・ジョンを新商品として発売した。「見た目はよくあるメープルクリームのロング・ジョンですが、アイシングに厚いベーコン肉を埋め込んでいます」と説明しているが、客の反応は賛否両論で、ストレスを覚える客さえいるという。しかし「〔この料理を〕支持するポイントははっきりしている。メープル・ベーコン・ロング・ジョンは基本的には、かばんに入れて持ち歩いて、ナプキン以外に何の道具もない車のなかで食べられるようなパンケーキとメープルシロップとベーコンを一緒にオーダーしたのと同じ」、「ベーコン好きはぜひ試してみてほしい」とクーリエ・ジャーナル誌は報じている。